# Stuart Lane
Stuart Morris Lane (Tredegar, 12 novembre 1952) è un ex rugbista a 15 internazionale per il Galles che vanta la singolarità statistica di essere il convocato per i British Lions dalla carriera più breve con tale maglia.

## Biografia
Proveniente da Tredegar, villaggio del distretto di Blaenau Gwent, Lane iniziò a giocare a livello seniores nel Cardiff RFC; terza ala molto rude, era uso anche tentare di intimidire l'avversario per imporsi fisicamente.
Esordiente in Nazionale contro l'Australia in un tour gallese di metà anno nel 1978, vantava 5 presenze quando fu convocato dai British Lions per il loro tour in Sudafrica del 1980.
Lì passò suo malgrado alla storia della selezione interbritannica per esserne divenuto il detentore del record di giocatore con la più breve carriera: infatti dopo soli 55 secondi di gioco del primo incontro, un infrasettimanale contro E.P. Elephants, in un contatto si procurò la rottura del legamento crociato anteriore di un ginocchio.
Dopo quell'infortunio non disputò più alcun incontro internazionale, e si trasferì dapprima al Newport e, a seguire, a Newbridge dove terminò di giocare; dopo la fine dell'attività agonistica continuò con il suo lavoro di insegnante.